# Hiéroglyphe égyptien G23
Le vanneau huppé, en hiéroglyphes égyptiens, est classifié dans la section G « Oiseaux » de la liste de Gardiner ; il y est noté G23. 

## Représentation
Il représente un vanneau huppé (Vanellus vanellus). Il est translittéré rḫ(y)t.

## Utilisation
| G23 | t · Z2 |

| G23 | t · Z2 |

| r · x | i | i | t | G23 | A1 · B1 · Z2 |

| r · x | i | i | t | G23 | A1 · B1 · Z2 |

| r · x | i | i | t | G23 | A1 · B1 · Z2 |

| r · x | i | i | t | G23 | A1 · B1 · Z2 |

« sujets, gens du commun, humanité » (rapport avec le comportement collectif de l'oiseau).